# Sedel'nikovsky (huyện)
Huyện Sedel'nikovsky (tiếng Nga: ? райо́н) là một huyện hành chính tự quản (raion), của Tỉnh Omsk, Nga. Huyện có diện tích 5142 km², dân số thời điểm ngày 1 tháng 1 năm 2000 là 13400 người. Trung tâm của huyện đóng ở Sedel'nikovo.